# Mouro
Los mouros o moros son personajes de las mitologías gallega, asturiana, leonesa y portuguesa.

## Origen de la palabra

### Mitología gallega
La voz latina maurus (de donde el gal. mouro), para el filólogo Isodoro Millán González-Pardo procede del celta mrvos afín al término indoeuropeo mr-tuos, que nos conduce al latín mortuus. De ahí que muchos autores sostengan que los mouros eran razas ya desaparecidas, muertos. Para otros su nombre está relacionado con el gallego ouro. Y es que los mouros eran criaturas que vivían en el subsuelo en guaridas y túneles bajo la tierra, donde —dependiendo de la zona— se dedicaban a la extracción del oro (de ahí el porqué de su nombre). Eran presentados como «no bautizados» y paganos (hay que recordar que Galicia estaba muy influenciada por la Iglesia en esos momentos). Los mouros trabajaban en la orfebrería y en algunos casos eran oscuros de piel, como si fuesen gente ajena a la tierra gallega, mientras que las mouras tenían fama de hechiceras y eran pelirrojas ("rubio" es usado en gallego para referirse al color rojo, no al amarillo como comúnmente se piensa) de tez blanca. Son iguales a los humanos excepto en que viven bajo tierra, son ricos, tienen poderes mágicos o viven bajo algún encantamiento; se suelen aparecer a personas en solitario proponiéndoles pruebas de valor, o bien realizan negocios o intercambios con los humanos de los cuales éstos son pagados con oro, excepto si cuentan a los demás el origen de su riqueza (el negocio con el mouro) en que el oro se convierte en piedras o carbón. También poseían fama de guardianes de fabulosos tesoros, que constituyen el origen de la riqueza de varias familias. 
Los mouros también son la forma que tenía la gente siglos antes de explicar el origen de los castros, las mámoas (túmulos) y otras estructuras de origen antiguo y desconocido para los campesinos. También se decía que los mouros habían vivido en tiempos pasados en Galicia y que luchaban constantemente contra diferentes pueblos como romanos, visigodos, franceses, etc. Hasta que los expulsaron de esta tierra, a la gran mayoría. Esta leyenda trata de explicar el aspecto de fortaleza militar de los castros galaicos.
Es habitual que en la mentalidad de los campesinos, a pesar de que los mouros eran poderosos y paganos, vivían de una forma muy similar a la del pueblo gallego campesino dado que este pueblo no conocía otra forma de vida; los mouros daban sepulturas a sus muertos y los honraban, escuchaban misas de su culto y tenían sus propios sacerdotes mouros. Además, les gustaba comer carne, beber vino y danzar por las noches, además de ser muy dados (las mouras especialmente) a intentar seducir a los campesinos. También solían hacer tratos con los aldeanos mediante los cuales el cristiano debe entregar periódicamente algo al mouro (normalmente leche, vino o algún bien de los que el mouro no disponía) y este le paga un alto precio, mas el mouro exige total discreción respecto del pacto. De no poder aguantarse el campesino sin contarlo, el mouro era implacable a la hora de cortar este trato.
Aparte de en las leyendas populares, los mouros aparecen en varios topónimos gallegos, normalmente señalando la presencia de castros, túmulos funerarios, minas romanas o cualquier tipo de antiguas ruinas.

### Mitología asturiana
Los mouros o moros son una raza de seres mágicos que vivían en Asturias desde el principio de los tiempos, por una razón desconocida se vieron obligados a vivir debajo de la tierra, ejerciendo el oficio de la minería, la metalurgia o la orfebrería. Son los constructores de los dólmenes y de los castros, debido a su forma de vida tienen grandes tesoros que son protegidos por cuélebres o por hechizos. Rara vez salen al exterior a no ser para recoger comida, y solo salen al anochecer o por la noche o en días muy señalados como la noche de San Juan. No se suelen mezclar con los humanos, a no ser en encuentros casuales.

## Otros seres mitológicos
- Moura
- Jentil (mitología vasca)
- Mairu (mitología vasca)
- Gigante (mitología griega)